# Обрушение здания в Чанша
Обрушение здания произошло 29 апреля 2022 года в районе Ванчэн, Чанша, провинция Хунань, Китай. В результате аварии погибли 54 человека.

## Предыстория
Здание построили своими руками.

## Спасательные работы

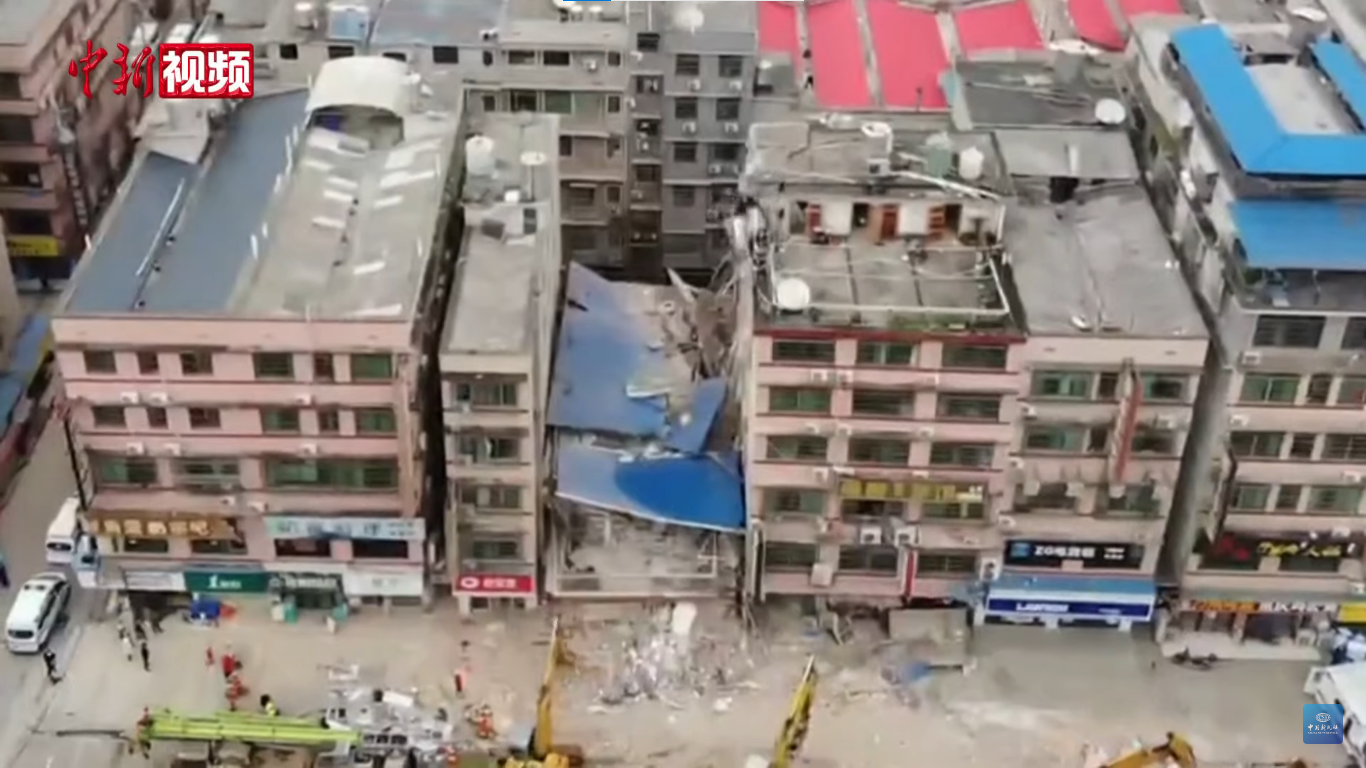
Последствия коллапса

Аварийные службы были вызваны около полудня по местному времени вскоре после обрушения.  Спасательные работы проводились с 29 апреля по 5 мая; Всего было спасено 10 выживших, причем последний выживший, как сообщается, был спасён через 131 час после обрушения. 

## Реакция
Власти Китая арестовали 9 человек, причастных к обрушению.